# Rjúkandi
Rjúkandi (che in lingua islandese significa: fumante) è una cascata alta 93 metri, situata nella regione dell'Austurland, la parte orientale dell'Islanda.

## Descrizione
La cascata Rjúkandi si trova lungo il corso dell' Ysta-Rjúkandi (in lingua islandese: Rjúkandi esterno) un piccolo affluente del fiume Jökulsá á Dal. Nella zona ci sono tre ruscelli che portano il nome Rjúkandi (fumante); a sudovest della cascata scorre il Fremsta-Rjúkandi (Rjúkandi anteriore) che forma pure una ripida cascata. Tra questi due si trova il Mið-Rjúkandi (Rjúkandi di mezzo), il più piccolo dei tre.
L'acqua forma una cascata cadendo da una parete rocciosa alta complessivamente 93 metri, spezzandosi in due salti, il più lungo dei quali è alto 60 metri. La larghezza del flusso d'acqua è di 11 metri.

## Accesso
Rjúkandi è una delle poche cascate del settore nordorientale dell'Islanda che si può vedere direttamente dalla Hringvegur, la grande strada ad anello che contorna tutta l'isola. È situata nella Jökuldalur, la valle scavata dal fiume Jökulsá á Dal. Seguendo la strada statale dalla cittadina di Egilsstaðir in direzione del lago Mývatn, si arriva alla cascata dopo circa 50 km. La statale Hringvegur passa all'incirca a metà strada tra la cascata e la confluenza dell'Ysta-Rjúkandi nel Jökulsá á Dal, situata a circa 500 metri di distanza.